# Guvernul Alexandru Averescu (2)
Guvernul Alexandru Averescu (2) a fost un consiliu de miniștri care a guvernat România în perioada 13 martie 1920 - 16 decembrie 1921.

## Componența:
- Președintele Consiliului de Miniștri

General Alexandru Averescu (13 martie 1920 - 16 decembrie 1921)
- Ministrul de interne

General Alexandru Averescu (13 martie - 13 iunie 1920)
Constantin Argetoianu (13 iunie 1920 - 16 decembrie 1921)
- Ministrul de externe

Duiliu Zamfirescu (13 martie - 13 iunie 1920)
Take Ionescu (13 iunie 1920 - 16 decembrie 1921)
- Ministrul finanțelor

Constantin Argetoianu (13 martie - 13 iunie 1920)
Nicolae Titulescu (13 iunie 1920 - 16 decembrie 1921)
- Ministrul justiției

ad-int. Constantin Argetoianu (13 - 30 martie 1920)
Matei B. Cantacuzino (30 martie - 27 august 1920)
ad-int. Dimitrie Greceanu (27 august - 16 noiembrie 1920)
Dimitrie Greceanu (16 noiembrie 1920 - 1 ianuarie 1921)
Mihail Antonescu (1 ianuarie - 16 decembrie 1921)
- Ministrul de război

General Ioan Rășcanu (13 martie 1920 - 16 decembrie 1921)
- Ministrul lucrărilor publice

General Gheorghe Văleanu (13 martie - 13 iunie 1920)
Dimitrie Greceanu (13 iunie - 16 noiembrie 1920)
Octavian Tăslăuanu (16 noiembrie 1920 - 1 ianuarie 1921)
Ion Petrovici (1 ianuarie - 16 decembrie 1921)
- Ministrul comunicațiilor

General Gheorghe Văleanu (13 iunie 1920 - 16 decembrie 1921)
13 iunie 1920 - Înființarea Ministerului Comunicațiilor.
- Ministrul industriei și comerțului

Octavian Tăslăuanu (13 martie - 16 noiembrie 1920)
General Alexandru Averescu (16 noiembrie 1920 - 16 decembrie 1921)
- Ministrul cultelor și instrucțiunii publice

Petre P. Negulescu (13 martie - 13 iunie 1920)
- Ministrul instrucțiunii publice

Petre P. Negulescu (13 iunie 1920 - 16 decembrie 1921)
13 iunie 1920 - Înființarea Ministerului Instrucțiunii Publice prin desprinderea din Ministerul Cultelor și Instrucțiunii Publice.
- Ministrul cultelor și artelor

Octavian Goga (13 iunie 1920 - 16 decembrie 1921)
13 iunie 1920 - Înființarea Ministerului Cultelor și Artelor prin desprinderea din Ministerul Cultelor și Instrucțiunii Publice.
- Ministrul agriculturii și domeniilor

Theodor Cudalbu (13 martie 1920 - 18 iulie 1921)
- Ministrul agriculturii

Constantin Garoflid (22 iulie - 16 decembrie 1921)
18 iulie 1921 - Înființarea Ministerului Agriculturii prin desprinderea din Ministerul Agriculturii și Domeniilor.
- Ministrul domeniilor

Theodor Cudalbu (18 iulie - 16 decembrie 1921)
18 iulie 1921 - Înființarea Ministerului Domeniilor prin desprinderea din Ministerul Agriculturii și Domeniilor.
- Ministrul muncii și ocrotirii sociale

Grigore Trancu-Iași (30 martie 1920 - 16 decembrie 1921)
29 martie 1920 - Înființarea Ministerului Muncii și Ocrotirii Sociale.
- Ministru de stat (fără portofoliu)

Anton Mocsony (13 martie - 1 noiembrie 1920)
Ion Inculeț (13 martie - 2 mai 1920)
Ion Nistor (13 martie - 2 mai 1920)
Grigore Trancu-Iași (13 - 30 martie 1920)
Vasile Goldiș (18 - 19 martie 1920) - însărcinat cu girarea afacerilor Transilvaniei
Octavian Goga (18 martie - 13 iunie 1920)
Constantin Garoflid (3 aprilie 1920 - 22 iulie 1921)
Niță Sergiu (2 mai 1920 - 16 decembrie 1921)
Ion V. Stârcea (2 mai - 1 noiembrie 1920)
Petru Groza (16 aprilie - 16 decembrie 1921)
Dori Popovici (16 aprilie - 16 decembrie 1921)

## Sursa
- Istoria guvernelor României de la începuturi - 1859 până în zilele noastre - 1995, Stelian Neagoe, Ed. Machiavelli, București, 1995